# 菅沼政経
菅沼 政経（すがぬま まさのり、1851年（嘉永4年2月） - 1912年（大正元年）9月17日）は、明治時代の政治家。官吏。銀行家。和歌山県会議長。幼名は松之凾。

## 経歴
菅沼半兵衛の子として和歌山城下（現和歌山市）に生まれる。維新後の1871年（明治4年）に上京し、1875年（明治8年）慶應義塾を卒業する。
1877年（明治10年）三浦権五郎、長屋喜弥太らと協力し、旧藩主の徳川茂承より10万円の拠出を受け徳義社を設立し、のち社長を務めた。ほか同年、南海新報を発行した。
1878年（明治11年）県御用掛を経て、1879年（明治12年）2月に初代那賀郡長に就任。翌年10月まで在職した。1881年（明治14年）4月、和歌山県会議員選挙に補欠当選し、1882年（明治15年）再選、同年6月から県会議長を務め、1885年（明治18年）8月に退任した。この間、1883年（明治16年）第四十三国立銀行頭取となった。
同年、和歌山師範学校長に就任し、和歌山中学校長を兼務した。1890年（明治23年）2月、三重県尋常師範学校長に就任した。1892年（明治25年）3月18日、校長の職を辞した。